# Société royale des sciences d'Uppsala
La Société royale des sciences d'Uppsala (en suédois : Kungliga Vetenskaps-Societeten i Uppsala, en latin : Societas regia scientarum upsaliensis) est la plus ancienne des académies royales de Suède. Elle a été fondée en 1710 à Uppsala sur l'initiative du bibliothécaire universitaire Erik Benzelius (plus tard archevêque d'Uppsala) sous le nom de Collegium curiosorum. Le nom a été changé en celui de Societas Literaria Sueciae en 1719. En 1728, après avoir reçu une charte royale, l'académie est devenue Societas regia literaria et scientarium. Depuis le milieu du XVIIIe siècle, elle s'appelle Societas regia scientarum upsaliensis.
Parmi ses anciens membres, on trouve Emanuel Swedenborg et Anders Celsius.

## Liste des dirigeants
| Identité            | Période | Période | Durée |
| Identité            | Début   | Fin     | Durée |
| ------------------- | ------- | ------- | ----- |
| Stellan Sandler (d) | 2022    |         |       |